# Chloridolum batchianum
Chloridolum batchianum là một loài bọ cánh cứng trong họ Cerambycidae.